# Hossenberg
Hossenberg ist ein Ortsteil der Stadt Hennef (Sieg) im Rhein-Sieg-Kreis in Nordrhein-Westfalen.

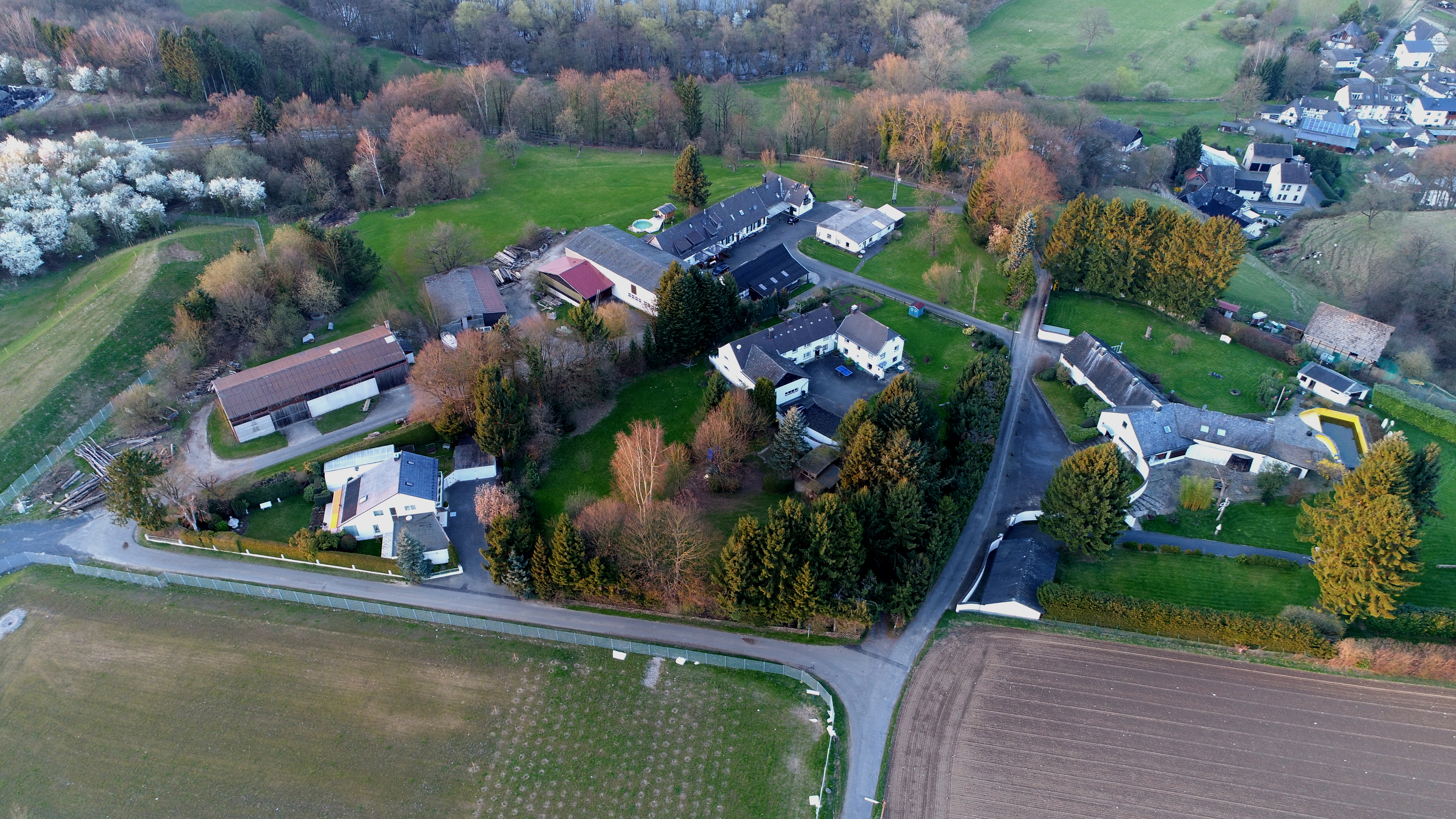
Hossenberg

## Lage
Der Ort liegt in einer Höhe von 100 bis 110 Metern über N.N. auf den Hängen des Westerwaldes, aber noch im Naturpark Bergisches Land. Südlich von Hossenberg verläuft die Bundesstraße 8. Nachbarorte sind im Nordosten Dondorf, im Südosten Käsberg, im Süden Petershohn und im Westen Hennef.

## Geschichte
1398 wurde eine Kapelle St. Bartholomäus in Hossenberg genannt, 1810 wurde ein solches Gebäude niedergelegt.
1910 gab es in Hossenberg die Haushalte Straßenwärter Heinrich Buchholz, Tagelöhner Simon Fuchs und Ackerer Josef Schmitz.
Bis 1934 gehörte Hossenberg zur Gemeinde Geistingen.